# 定福庄第二小学
定福庄第二小学是中国北京市朝阳区的一所公立六年制小学，位于传媒大学院内。学校占地1.2亩，建筑面积1000平方米，约占整个学校的十分之一。简称定二小。

## 历史
定福庄第二小始建于1954年，最初叫做定福庄小学。

## 现状
学校有教职员工共计71人，学生810人，共有六、五、四、三、二年级4个班，一年级六个班。一、二班为特长班。

## 校领导
| 校长   | 副校长 | 大队辅导员 | 数学、语文组组长 |
| ------ | ------ | ---------- | ---------------- |
| 张丽荣 | 郝荣军 | 田孝贤     | 赵艳红、温建新   |

## 午餐
定福庄第二小的午饭是由北京华佳兴业食品有限公司提供的。每月价格大约为7元。每月的午饭餐谱均可以在学校公告版（页面存档备份，存于）中查询。午餐的供应方式为盒式。

## 民乐特长
定福庄二小的宗旨是培养特长生并“以美育特色促学校发展”。 ，于1991年成立民乐团。先后成立了管乐团、合唱团、七色光鼓乐团。该校普及民乐教育，现在学习民乐的学生占全校学生人数的50％以上，有400人正学习民乐。乐团共有108名学生。
| 团长   | 副团长 | 秘书长 | 副秘书长    | 指挥 |
| ------ | ------ | ------ | ----------- | ---- |
| 张丽荣 | 田孝贤 | 冯雪   | 罗玉屏 高晶 | 张峥 |